# Oddar Mean Cheay
Oddar Mean Cheay é uma província localizada no noroeste do Camboja. Sua capital é a cidade de Samraong. Possui uma área de 6.158 km². Em 2008, sua população era de 185.443 habitantes.
A província é uma das mais pobres do país.
Oddar Mean Cheay está subdividida em 5 distritos:
- 2201 - Anlong Veaeng
- 2202 - Banteay Ampil
- 2203 - Chong Kal
- 2204 - Samraong
- 2205 - Trapeang Prasat